# Ассоциация спорта и национальный олимпийский комитет Самоа
Ассоциация спорта и национальный олимпийский комитет Самоа (англ. Samoa Association of Sport and National Olympic Committee) — организация, представляющая Самоа в международном олимпийском движении. Основана и зарегистрирована в МОК в 1983 году.
Штаб-квартира расположена в Апиа. Является членом Международного олимпийского комитета, Национальных олимпийских комитетов Океании и других международных спортивных организаций. Осуществляет деятельность по развитию спорта в Самоа.